# Terreni alluvionali
Tipo di terreno presente nelle valli fluviali, piane alluvionali e nelle aree di foce. Si forma grazie alla deposizione, durante gli episodi di alluvionamento, dei sedimenti trasportati dai corsi d'acqua esondati al di fuori del loro alveo. È sempre composto da una miscela variamente assortita di argilla, silt o limo, sabbia e ghiaia.